# گمینا بستوینا
گمینا بستوینا (به لهستانی:  Gmina Bestwina) یک گمینا در لهستان است که در شهرستان بیلسکو واقع شده‌است. گمینا بستوینا ۳۷٫۵۵ کیلومتر مربع مساحت و ۱۰٬۴۱۲ نفر جمعیت دارد.